# II. třída okresu Hradec Králové 2015/2016
V utkáních II. třídy okresu Hradec Králové 2015/2016, jedné ze skupin 8. nejvyšší fotbalové soutěže v Česku, se utkalo 14 týmů dvoukolovým systémem podzim – jaro. Tento ročník začal v srpnu 2015 a skončil v červnu 2016.
Postup do I. B třídy Královéhradeckého kraje 2016/2017 si zajistil vítězný tým TJ Sokol Kratonohy „B“. Sestoupil poslední tým TJ Sokol Lovčice.

## Konečná tabulka II. třídy okresu Hradec Králové 2015/2016
| Poř. | Tým                          | Z  | V  | R | P  | VG  | OG  | B  |
| ---- | ---------------------------- | -- | -- | - | -- | --- | --- | -- |
| 1.   | TJ Sokol Kratonohy „B“       | 26 | 16 | 1 | 6  | 94  | 37  | 58 |
| 2.   | TJ Sokol Třebeš „B“          | 26 | 17 | 5 | 4  | 85  | 42  | 56 |
| 3.   | TJ Sokol Stěžery             | 26 | 15 | 7 | 4  | 72  | 39  | 52 |
| 4.   | TJ Spartak Kosičky           | 26 | 16 | 2 | 8  | 102 | 49  | 50 |
| 5.   | TJ Sokol Myštěves            | 26 | 15 | 2 | 9  | 72  | 57  | 47 |
| 6.   | FC Slavia Hradec Králové „B“ | 26 | 12 | 5 | 9  | 74  | 46  | 41 |
| 7.   | AFK Sokol Dobřenice (N)      | 26 | 10 | 6 | 10 | 55  | 70  | 36 |
| 8.   | FK Vysoká nad Labem „B“ (N)  | 26 | 11 | 1 | 14 | 51  | 61  | 34 |
| 9.   | AFK Probluz                  | 26 | 10 | 4 | 12 | 57  | 69  | 34 |
| 10.  | TJ Slavoj Skřivany           | 26 | 9  | 5 | 12 | 59  | 63  | 32 |
| 11.  | TJ Sokol Červeněves (N)      | 26 | 8  | 5 | 13 | 38  | 42  | 29 |
| 12.  | TJ Sokol Dohalice            | 26 | 8  | 3 | 15 | 38  | 60  | 27 |
| 13.  | SK Bystřian Kunčice „B“      | 26 | 4  | 2 | 20 | 40  | 102 | 14 |
| 14.  | TJ Sokol Lovčice             | 26 | 3  | 2 | 21 | 21  | 121 | 11 |

Poznámky:
- Z = Odehrané zápasy; V = Vítězství; R = Remízy; P = Prohry; VG = Vstřelené góly; OG = Obdržené góly; B = Body; (S) = Mužstvo sestoupivší z vyšší soutěže; (N) = Mužstvo postoupivší z nižší soutěže (nováček)

|  | Postup do I. B třídy Královéhradeckého kraje 2016/2017 |
|  | Sestup do III. třídy okresu Hradec Králové 2016/2017   |